# Teinobasis lorquini
Teinobasis lorquini – gatunek ważki z rodziny łątkowatych (Coenagrionidae). Występuje w Indonezji; stwierdzony na wyspach Celebes i Mangole; brak stwierdzeń po 1932 roku.